# Головіно (Судогодський район)
Головіно (рос. Головино) — селище у Судогодському районі Владимирської області Російської Федерації.
Входить до складу муніципального утворення Головінське сільське поселення. Населення становить 4408 осіб (2010).

## Історія
Населений пункт розташований на землях фіно-угорського народу мещери.
Від 10 травня 1929 року належить до Судогодського району, утвореного спочатку у складі Владимирського округу Івановської промислової області з частин Владимирського та Гусєвського повітів Владимирської губернії. Від 1944 року в складі Владимирської області.
Згідно із законом від 13 травня 2005 року входить до складу муніципального утворення Головінське сільське поселення.

## Населення
| 1859 | 1905 | 1926 | 2002  | 2010  |
| ---- | ---- | ---- | ----- | ----- |
| 132  | ↗168 | ↗259 | ↗3060 | ↗4408 |